# Либлинг, Георг
Гео́рг Ли́блинг (нем. Georg Lothar Liebling; 22 января 1865, Берлин, Пруссия — 7 февраля 1946, Нью-Йорк, Нью-Йорк, США) — немецкий пианист и композитор еврейского происхождения. Брат Салли Либлинга.
Как пианист учился в Новой академии музыки у Теодора и Франца Куллаков, занимался также композицией и гармонией у Генриха Урбана, Генриха Дорна, Альберта Беккера. В 1885 г. на протяжении двух месяцев учился в Веймаре у Ференца Листа.
C 1890 г. придворный пианист герцога Саксен-Кобург-Гота. В 1894 г. основал музыкальную школу в Нью-Йорке (в ней также преподавал Ойген Зандов). 14 августа 1898 г. выступал в Лондоне перед королевой Викторией, год спустя вернулся в Лондон для участия в Променадных концертах. В разные годы аккомпанировал, в частности, певице Марчелле Зембрих и скрипачке Арме Зенкра, играл в четыре руки с Морицем Мошковским. Сохранилась запись Либлинга 1923 года (Фридерик Шопен). Карл Флеш, однако, в своих мемуарах невысоко оценивал Либлинга, называя его «специалистом больше в рекламе, чем за клавишами».
В дальнейшем Либлинг преподавал в Берлине, Мюнхене, в Швейцарии, в Гилдхоллской школе музыки, работал в Голливуде.
Композиторское наследие Либлинга включало множество клавирных сочинений, от Героического концерта для фортепиано с оркестром Op. 22 (1899), призванного воплотить в музыке образ Наполеона I, до мелких салонных пьес, а также песни (в том числе на стихи Генриха Гейне). В отдельных случаях он пользовался псевдонимом Андре Мирот (нем. André Myrot).